# Arquitectura en pipeline
L'arquitectura en pipeline (basada en filtres) consisteix a anar transformant un flux de dades en un procés comprès per diverses fases seqüencials, sent l'entrada de cadascuna la sortida de l'anterior.

Pipeline de quatre etapes amb bombolla

Aquesta arquitectura és molt comuna en el desenvolupament de programes per a l'intèrpret de comandes, ja que es poden concatenar comandes fàcilment amb canonades (pipe). També és una arquitectura molt natural en el paradigma de programació funcional, ja que equival a la composició de funcions matemàtiques.